# ارزش افزوده ناخالص
ارزش افزوده ناخالص ((نام علمی: Gross value added) (GVA)) میزان ارزش کالاها و خدمات تولیدشده در یک منطقه، صنعت یا بخش اقتصادی است. ارزش افزوده ناخالص عبارت است از تفاضل میزان ارزش متوسط مصرف و ارزش ستانده. ارزش افزوده ناخالص منبعی است ک در آن درآمد اولیه سیستم حساب ملی از آن حاصل‌می‌شود."

## تولید ناخالص داخلی و ارزش افزوده ناخالص
ارزش افزوده ناخالص یک مقیاس بسیار مهم است. زیرا از آن برای تعیین تولید ناخالص داخلی (GDP) استفاده می‌شود. تولید ناخالص داخلی نشانگر قدرت اقتصادی ملی و میزان رشد اقتصادی است. (که بیانگر ارزش پولی کلیه محصولات و خدمات تولید شده در کشور طی مدت زمانی معین است.)
در مقایسه تولید ناخالص داخلی و ارزش افزوده ناخالص، می‌توان اذعان کرد که ارزش افزوده ناخالص معیار بهتری برای سنجش میزان رفاه مردم است؛ زیرا شامل تمام درآمدهای اولیه می‌شود. اما از دیدگاه جامعه و به عنوان یک کل GDP، علی‌رغم تمام معایب احتمالاً معیار بهتری برای رشد اقتصادی و رفاه است. زیرا شامل مالیات‌های خالص نیز می‌شود."
رابطه بین تولید ناخالص داخلی و ارزش افزوده ناخالص:
- ارزش افزوده ناخالص = تولید ناخالص داخلی + یارانه بر کالاها - مالیات بر کالا
- تولید ناخالص داخلی در هزینه عامل تولید قیمت تمام شده عامل تولید = ارزش افزوده ناخالص در هزینه عامل تولید قیمت تمام شده عامل تولید
- تولید ناخالص داخلی در هزینه عامل تولید قیمت تمام شده عامل تولید = ارزش کلیه کالاها و خدمات تولید شده نهایی در داخل یک کشور در طی یک سال از جمله استهلاک
- تولید ناخالص داخلی (GDP) با قیمت‌های بازار = خالص مالیات‌های غیر‌مستقیم (مالیات‌های غیر‌مستقیم - یارانه) + تولید ناخالص داخلی در هزینه عامل تولید قیمت تمام شده عامل تولید
- ارزش افزوده ناخالص هزینه عامل تولید قیمت تمام شده عامل تولید =ارزش ستانده (مقدار * قیمت) -میزان ارزش متوسط مصرف

## ارزش افزوده ناخالص در سطوح مختلف
ارزش افزوده ناخالص می‌تواند برای اندازه‌گیری سهم در تولید ناخالص داخلی تولید شده توسط یک تولیدکننده، صنعت یا بخش خاص استفاده شود. به‌طور مثال برای سنجش میزان بهره‌وری بازار، از میزان ارزش افزوده ایجاد شده توسط هر کارگر یا در هر ساعت استفاده کرد.